# Kristian Leontiou
Kristian Leontiou (* Februar 1982 in London) ist ein britischer Sänger zyprischer Abstammung.

## Leben und Karriere
Leontiou leidet seit seiner Kindheit an Dyslexie. Seinen ersten Song schrieb er im Alter von 10 Jahren. Im Alter von 16 Jahren verließ er ohne Abschluss die Schule und schloss sich seiner älteren Schwester Alexia an, die in einer Band spielte. Seinen Lebensunterhalt verdiente er sich als Friseur.
Als er bei einem Agenten seine Demo-Aufnahmen vorstellte, traf er zufällig auf Mike Sault, den Kreativdirektor von Warner Chapell. Dieser erkannte die herausragende Stimme Leontious und nahm ihn unter Vertrag.
Im Mai 2004 erschien die Debütsingle Story Of My Life, die auf Anhieb Platz 9 der britischen Charts erreichte. Das eine Woche darauf veröffentlichte Debütalbum Some Day Soon verkaufte sich binnen dreier Monate mehr als 100.000 Mal und wurde mit Gold ausgezeichnet.

## Diskografie

### Studioalben
| Jahr | Titel         | Höchstplatzierung, Gesamtwochen, AuszeichnungChartplatzierungen (Jahr, Titel, Platzierungen, Wochen, Auszeichnungen, Anmerkungen) | Höchstplatzierung, Gesamtwochen, AuszeichnungChartplatzierungen (Jahr, Titel, Platzierungen, Wochen, Auszeichnungen, Anmerkungen) | Anmerkungen                        |
| Jahr | Titel         | DE | UK | Anmerkungen                        |
| ---- | ------------- | --- | --- | ---------------------------------- |
| 2004 | Some Day Soon | — | UK14 Gold · (11 Wo.)UK | Erstveröffentlichung: 31. Mai 2004 |

### Singles
| Jahr | Titel Album                    | Höchstplatzierung, Gesamtwochen, AuszeichnungChartplatzierungen (Jahr, Titel, Album, Platzierungen, Wochen, Auszeichnungen, Anmerkungen) | Höchstplatzierung, Gesamtwochen, AuszeichnungChartplatzierungen (Jahr, Titel, Album, Platzierungen, Wochen, Auszeichnungen, Anmerkungen) | Anmerkungen                                                          |
| Jahr | Titel Album                    | DE | UK | Anmerkungen                                                          |
| ---- | ------------------------------ | --- | --- | -------------------------------------------------------------------- |
| 2004 | Story of My Life Some Day Soon | DE70 (9 Wo.)DE | UK9 (7 Wo.)UK | Erstveröffentlichung: 24. Mai 2004                                   |
| 2004 | Shining Some Day Soon          | — | UK13 (6 Wo.)UK | Erstveröffentlichung: 16. August 2004                                |
| 2004 | Some Say Some Day Soon         | — | UK54 (2 Wo.)UK | Erstveröffentlichung: 22. November 2004                              |
| 2005 | Fast Car Some Day Soon         | — | UK88 (1 Wo.)UK | Erstveröffentlichung: 4. April 2005 Charteinstieg erst im April 2011 |